# Hieracium kalsianum
Hieracium kalsianum es una especie de planta con flor del género Hieracium, de la familia Asteraceae, orden Asterales.

## Distribución
Hieracium kalsianum se distribuye por Austria, Italia y Suiza.

## Taxonomía
Fue descrita científicamente por Huter ex Näg. & Peter.
Tratamiento taxonómico
La especie aparece registrada en una sección de la publicación Hierac. Mitt.-Eur.